# Tratado de Rapallo (1922)
Veja também Tratado de Rapallo (1920)

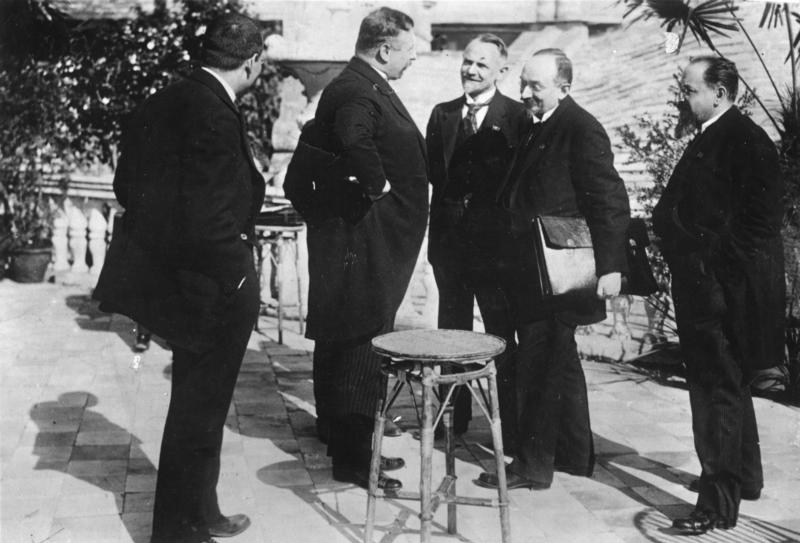
Chanceler alemão Joseph Wirth (segundo da esquerda) com Leonid Krasin, Georgy Chicherin e Adolph Joffe da delegação russa ao tratado de Rapallo de 1922.

O Tratado de Rapallo de 1922 foi um pacto firmado na cidade italiana de Rapallo em 16 de abril de 1922 entre a Alemanha (República de Weimar) e a Rússia Soviética, pelo qual os dois países renunciaram a todas reivindicações territoriais e financeiras entre ambos, provenientes do Tratado de Brest-Litovsk e da Primeira Guerra Mundial.
Os dois governos também concordaram em normalizar suas relações diplomáticas e "cooperar num espírito de boa-vontade mútua, para suprir as necessidades econômicas de ambos os países".
O tratado foi assinado durante a Conferência de Gênova por George Chicherin, ministro das Relações Exteriores da República Socialista Soviética da Rússia, e seu contraparte alemão Walther Rathenau.
Um anexo secreto do pacto, assinado em 29 de julho, permitia à Alemanha treinar suas forças militares em território russo, violando assim os termos impostos aos alemães pelo Tratado de Versalhes.
Um acordo suplementar, assinado em Berlim em 5 de novembro, estendeu os termos do Tratado de Rapallo às demais repúblicas soviéticas, controladas ou fortemente influenciadas pela Rússia: Ucrânia, Bielorrússia, Geórgia, Azerbaijão, Armênia e a República do Extremo Oriente.
O tratado pôs fim ao isolamento diplomático de ambos os países, que se seguira à Revolução Russa de 1917 e ao fim da Primeira Guerra Mundial. Ele foi planejado como uma espécie de eixo anti-Versalhes contra os países vencedores da Guerra, uma vez que tanto Rússia como Alemanha haviam sofrido grandes perdas em termos territoriais e de poder político após aquele Tratado. No Ocidente, o Tratado de Rapallo foi visto com preocupação, pois fortalecia a posição internacional de ambos os governos.
Por seu lado, a Polônia, os Estados Bálticos e a Finlândia se preocupavam com o fortalecimento das posições da Rússia (posteriormente União Soviética). Entretanto, as tentativas de contrabalançar o Tratado de Rapallo via uma colaboração mais estreita entre esses países nos campos da defesa e das relações internacionais não foi bem sucedida, graças principalmente à resistência encontrada dentro dos respetivos parlamentos.
Para os conservadores e a extrema-direita da República de Weimar foi também objeto de preocupação a decisão do governo alemão de negociar e manter bom relacionamento com um Estado comunista, apesar da brutal repressão que mantivera contra o Partido Comunista da Alemanha (KPD), inclusive com os assassinatos dos líderes socialistas Rosa Luxemburgo e Karl Liebknecht em 1919.
Embora reafirmados pelo Tratado de Berlim em 1926, os laços entre as duas potências acabaram por enfraquecer-se com a reaproximação da Alemanha com o Reino Unido e a França a partir da metade daquela década.